# Мушка (часть оружия)
Мушка — приспособление для прицеливания огнестрельного оружия, часть механического простого прицела, огнестрельного стрелкового оружия, а раннее и артиллерийского.  

## История
В период развития цивилизаций происходило и усовершенствование военного дела, в частности условия применения огнестрельного оружия. Для успешного поражения цели был придуман прицел (простой прицел). Мушка располагается на стволе оружия (за исключением боковой мушки, которая расположена сбоку для уменьшения длины прицельной линии, не мешая при этом прицеливанию через основной прицел). В прицел также включен целик.
Мушка может иметь разную конструкцию — открытую или закрытую — заключенную в кольцо либо в полукольцо. Кольцо предохраняет мушку от механических повреждений, а также затеняя её, делает её и цель более различимой при прицеливании. Одно из основных требований к мушке — вертикальность и недопущение бликования.
Ранее у артиллерийских орудий мушка имела или коническую форму с небольшим срезом у вершины, или форму цилиндра с оживальной вершиною. Ранее на орудиях в артиллерии мушка в большинстве случаев располагалась сбоку, а именно на заплечике цапфы, или на особом придаточном выступе и своим стеблем ввинчивалась в соответствующее гнездо. У коротких орудий, как, например, у некоторых мортир, мушка располагалась сверху орудия около дульного среза и укреплялась вышеуказанным способом. Береговые орудия крупного калибра снабжались двумя мушками (правой и левой), соответственно двум боковым прицелам, в видах удобства прицеливания по подвижной цели.
На винтовке мушки бывают прямоугольные («пенёк»), кольцевые («кольцо»), треугольные или боковые (последние используются на одноимённых прицелах). При оптических прицелах мушки не пользуются. На оптическом прицеле видны горизонтальные прицельные нити и вертикальный «пенёк». На пистолетах и револьверах обычно используется прямоугольная мушка.